# Grand Prix San Marino 2005
Wyniki Grand Prix San Marino, czwartej rundy Mistrzostw Świata Formuły 1 w sezonie 2005.

## Wyniki sesji
| Legenda oznaczeń w tabelach wyników Wyświetl szablon na nowej stronie | Legenda oznaczeń w tabelach wyników Wyświetl szablon na nowej stronie                                                                     |
| Oznaczenie                                                            | Wyjaśnienie |
| --------------------------------------------------------------------- | --- |
| Złoty                                                                 | Zwycięzca lub mistrzostwo |
| Srebrny                                                               | 2. miejsce lub wicemistrzostwo |
| Brązowy                                                               | 3. miejsce lub II wicemistrzostwo |
| Zielony                                                               | Ukończył, punktował (w klasyfikacji generalnej, gdy zdobył co najmniej jeden punkt na przestrzeni sezonu, poza trzema powyższymi opcjami) |
| Niebieski                                                             | Ukończył, nie punktował (w klasyfikacji generalnej, gdy nie zdobył co najmniej jednego punktu na przestrzeni sezonu)                      |
| Czerwony                                                              | Nie zakwalifikował się (NZ) |
| Czerwony                                                              | Nie prekwalifikował się (NPK) |
| Różowy                                                                | Nie ukończył (NU) |
| Różowy                                                                | Niesklasyfikowany (NS) (w klasyfikacji generalnej, gdy nie został sklasyfikowany w żadnym wyścigu sezonu)                                 |
| Czarny                                                                | Zdyskwalifikowany (DK) |
| Czarny                                                                | Wykluczony (WYK/EX) |
| Biały                                                                 | Nie wystartował (NW) |
| Biały                                                                 | Kontuzjowany (K/INJ) |
| Biały                                                                 | Wyścig odwołany (OD/C) |
| Bez koloru                                                            | Został wycofany (WYC/WD) |
| Bez koloru                                                            | Nie przybył (NP/DNA) |
| Bez koloru                                                            | Nie brał udziału w treningach (NT/DNP) |
| Bez koloru                                                            | Nie został zgłoszony (–) |
| Pogrubienie                                                           | Start z pole position |
| Kursywa                                                               | Najszybsze okrążenie wyścigu |
| †                                                                     | Nie ukończył, ale jego rezultat został zaliczony ze względu na przejechanie więcej niż 90% dystansu wyścigu.                              |
| *                                                                     | Sezon w trakcie |
| 1/2/3                                                                 | Punktowana pozycja w sprincie kwalifikacyjnym                                                                                             |
| Lista systemów punktacji Formuły 1                                    | |

### Sesje Treningowe
| Sesja | Nr | Kierowca           | Konstruktor      | Czas     |
| ----- | -- | ------------------ | ---------------- | -------- |
| 1     | 35 | Pedro de la Rosa   | McLaren-Mercedes | 1:21.060 |
| 2     | 35 | Pedro de la Rosa   | McLaren-Mercedes | 1:20.484 |
| 3     | 5  | Michael Schumacher | Ferrari          | 1:21.356 |
| 4     | 7  | Jenson Button      | BAR-Honda        | 1:20.058 |

### Kwalifikacje, część 1
| P  | Imię i nazwisko      | Kraj            | Nazwa stajni      | Opony       | Okr. | Czas     | Strata   |
| -- | -------------------- | --------------- | ----------------- | ----------- | ---- | -------- | -------- |
| 1  | Kimi Räikkönen       | Finlandia       | McLaren-Mercedes  | Michelin    | 3    | 1:19.886 |          |
| 2  | Fernando Alonso      | Hiszpania       | Renault           | Michelin    | 3    | 1:19.889 | 0:00.003 |
| 3  | Michael Schumacher   | Niemcy          | Ferrari           | Bridgestone | 3    | 1:20.260 | 0:00.374 |
| 4  | Mark Webber          | Australia       | BMW.Williams      | Michelin    | 3    | 1:20.442 | 0:00.556 |
| 5  | Jenson Button        | Wielka Brytania | B.A.R.-Honda      | Michelin    | 3    | 1:20.464 | 0:00.578 |
| 6  | Jarno Trulli         | Włochy          | Toyota            | Michelin    | 3    | 1:20.492 | 0:00.606 |
| 7  | Felipe Massa         | Brazylia        | Sauber Petronas   | Michelin    | 3    | 1:20.593 | 0:00.707 |
| 8  | Alexander Wurz       | Austria         | McLaren-Mercedes  | Michelin    | 3    | 1:20.632 | 0:00.746 |
| 9  | Nick Heidfeld        | Niemcy          | BMW.Williams      | Michelin    | 3    | 1:20.807 | 0:00.921 |
| 10 | Takuma Satō          | Japonia         | B.A.R.-Honda      | Michelin    | 3    | 1:20.851 | 0:00.965 |
| 11 | Rubens Barrichello   | Brazylia        | Ferrari           | Bridgestone | 3    | 1:20.892 | 0:01.006 |
| 12 | Ralf Schumacher      | Niemcy          | Toyota            | Michelin    | 3    | 1:20.994 | 0:01.108 |
| 13 | Jacques Villeneuve   | Kanada          | Sauber Petronas   | Michelin    | 3    | 1:20.999 | 0:01.113 |
| 14 | David Coulthard      | Wielka Brytania | Red Bull-Cosworth | Michelin    | 3    | 1:21.632 | 0:01.746 |
| 15 | Giancarlo Fisichella | Włochy          | Renault           | Michelin    | 3    | 1:21.708 | 0:01.822 |
| 16 | Vitantonio Liuzzi    | Włochy          | Red Bull-Cosworth | Michelin    | 3    | 1:21.804 | 0:01.918 |
| 17 | Narain Karthikeyan   | Indie           | Jordan-Toyota     | Bridgestone | 3    | 1:23.123 | 0:03.237 |
| 18 | Tiago Monteiro       | Portugalia      | Jordan-Toyota     | Bridgestone | 3    | 1:25.100 | 0:05.214 |
| 19 | Christijan Albers    | Holandia        | Minardi-Cosworth  | Bridgestone | 3    | 1:25.921 | 0:06.035 |
| 20 | Patrick Friesacher   | Austria         | Minardi-Cosworth  | Bridgestone | 3    | 1:26.464 | 0:06.598 |

### Kwalifikacje, część 2
| P  | Imię i nazwisko      | Kraj            | Nazwa stajni      | Opony       | Okr. | Czas     | Strata   |
| -- | -------------------- | --------------- | ----------------- | ----------- | ---- | -------- | -------- |
| 1  | Kimi Räikkönen       | Finlandia       | McLaren-Mercedes  | Michelin    | 6    | 2:42.880 |          |
| 2  | Fernando Alonso      | Hiszpania       | Renault           | Michelin    | 6    | 2:43.441 | 0:00.561 |
| 3  | Jenson Button        | Wielka Brytania | B.A.R.-Honda      | Michelin    | 6    | 2:44.105 | 0:01.225 |
| 4  | Mark Webber          | Australia       | BMW.Williams      | Michelin    | 6    | 2:44.511 | 0:01.631 |
| 5  | Jarno Trulli         | Włochy          | Toyota            | Michelin    | 6    | 2:44.658 | 0:01.778 |
| 6  | Takuma Satō          | Japonia         | B.A.R.-Honda      | Michelin    | 6    | 2:44.658 | 0:01.778 |
| 7  | Alexander Wurz       | Austria         | McLaren-Mercedes  | Michelin    | 6    | 2:44.689 | 0:01.809 |
| 8  | Felipe Massa         | Brazylia        | Sauber Petronas   | Michelin    | 6    | 2:44.930 | 0:02.050 |
| 9  | Nick Heidfeld        | Niemcy          | BMW.Williams      | Michelin    | 6    | 2:45.196 | 0:02.316 |
| 10 | Rubens Barrichello   | Brazylia        | Ferrari           | Bridgestone | 6    | 2:45.243 | 0:02.363 |
| 11 | Ralf Schumacher      | Niemcy          | Toyota            | Michelin    | 6    | 2:45.416 | 0:02.536 |
| 12 | Jacques Villeneuve   | Kanada          | Sauber Petronas   | Michelin    | 6    | 2:46.259 | 0:03.379 |
| 13 | Giancarlo Fisichella | Włochy          | Renault           | Michelin    | 6    | 2:46.710 | 0:03.830 |
| 14 | Michael Schumacher   | Niemcy          | Ferrari           | Bridgestone | 6    | 2:47.244 | 0:04.364 |
| 15 | David Coulthard      | Wielka Brytania | Red Bull-Cosworth | Michelin    | 6    | 2:48.070 | 0:05.190 |
| 16 | Vitantonio Liuzzi    | Włochy          | Red Bull-Cosworth | Michelin    | 6    | 2:48.155 | 0:05.275 |
| 17 | Narain Karthikeyan   | Indie           | Jordan-Toyota     | Bridgestone | 6    | 2:52.099 | 0:09.219 |
| 18 | Tiago Monteiro       | Portugalia      | Jordan-Toyota     | Michelin    | 6    | 2:54.252 | 0:11.372 |
| 19 | Patrick Friesacher   | Austria         | Minardi-Cosworth  | Bridgestone | 6    | 2:57.048 | 0:14.168 |
| 20 | Christijan Albers    | Holandia        | Minardi-Cosworth  | Bridgestone | 3    |          |          |

### Wyścig

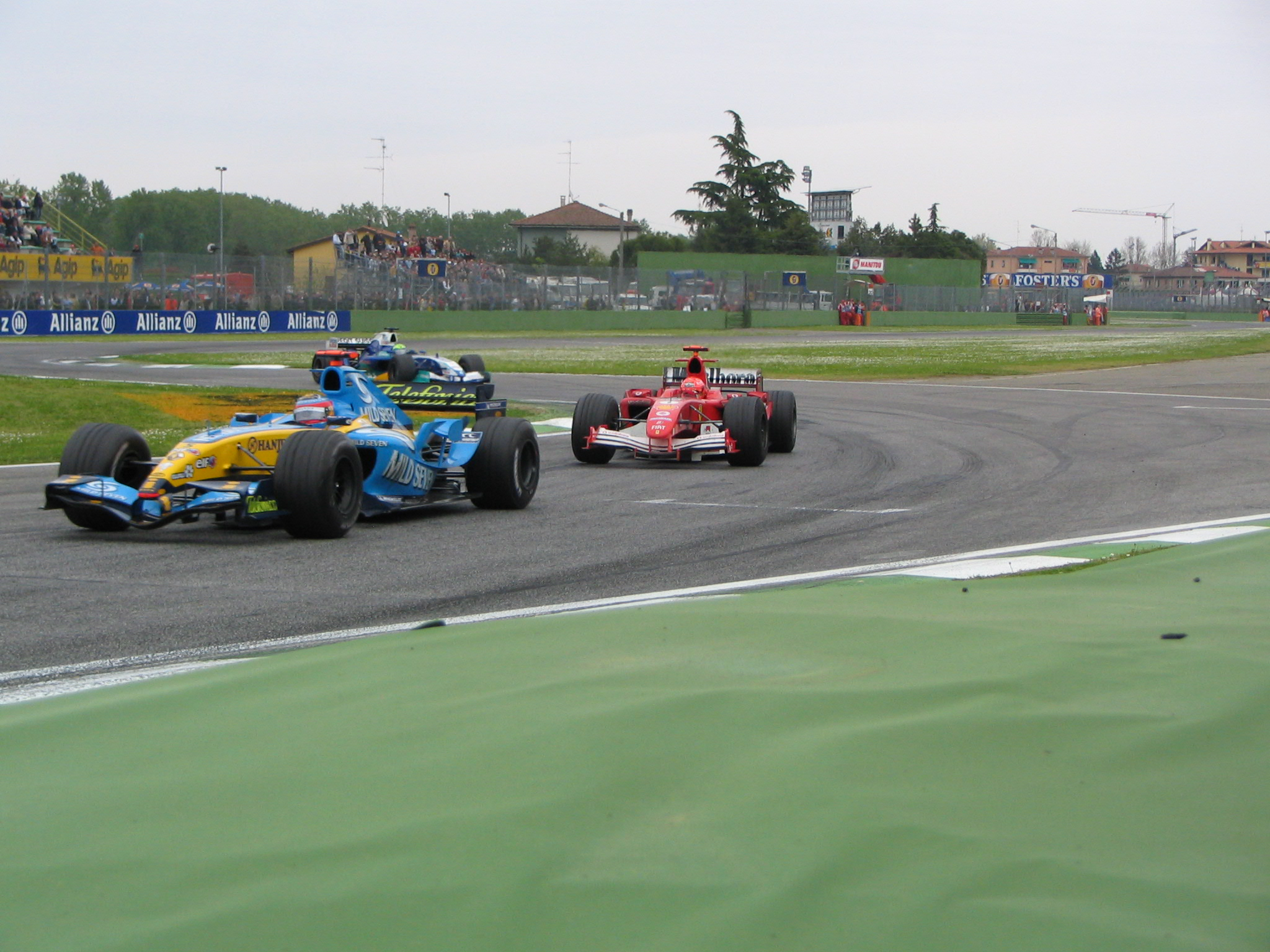
Fernando Alonso i Michael Schumacher podczas wyścigu

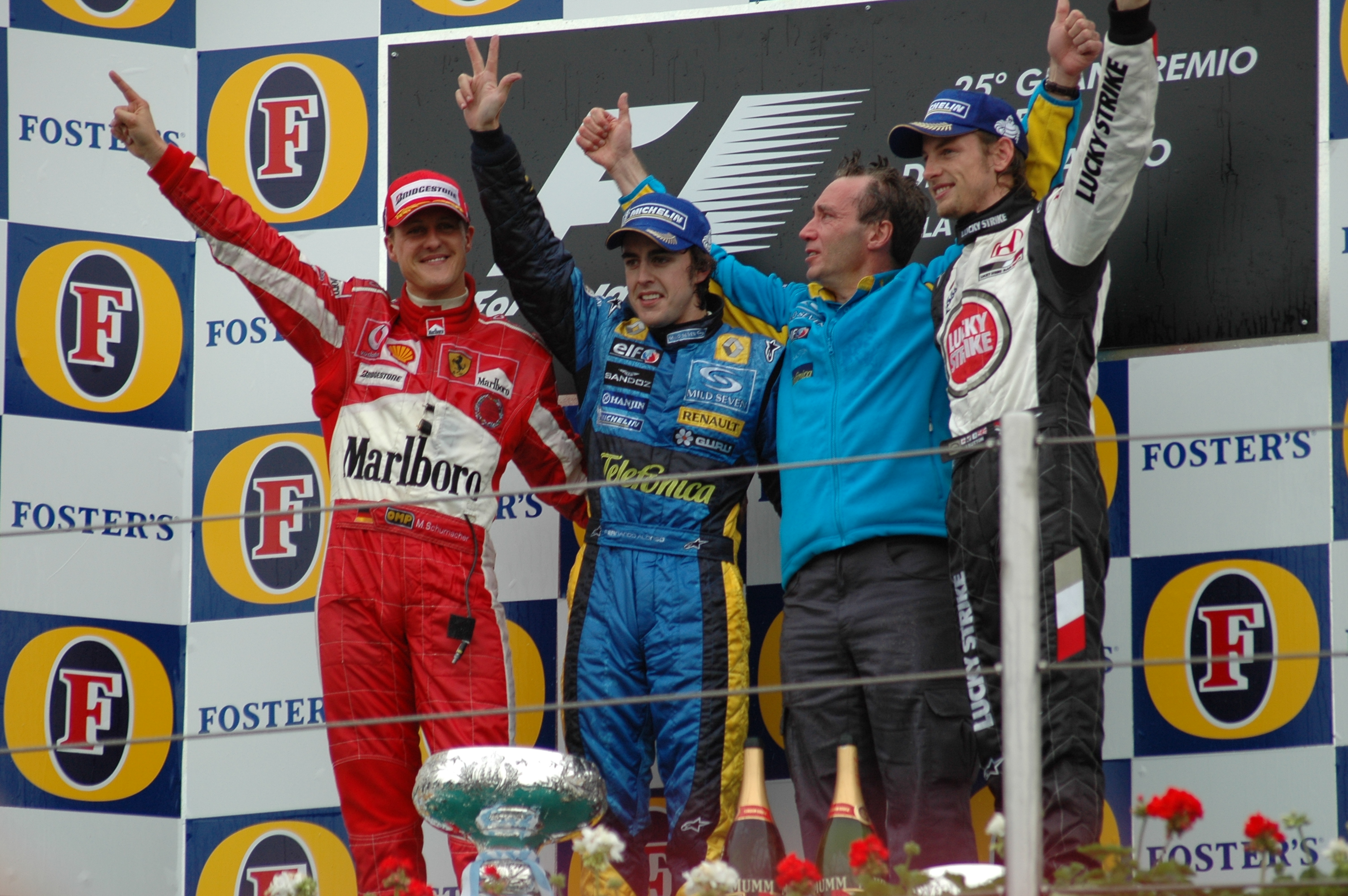
Michael Schumacher, Fernando Alonso i Jenson Button na podium po wyścigu

| P                 | + / –     | Nr | Kierowca             | Konstruktor       | Opony | Okr. | Czas / Strata | Komentarz      |
| ----------------- | --------- | -- | -------------------- | ----------------- | ----- | ---- | ------------- | -------------- |
| 1                 | 1         | 5  | Fernando Alonso      | Renault           | M     | 62   | 1h27:41.921   |                |
| 2                 | 11        | 1  | Michael Schumacher   | Ferrari           | B     | 62   | +0:00.215     |                |
| 3                 | 4         | 10 | Alexander Wurz       | McLaren-Mercedes  | M     | 62   | +0.27.554     |                |
| 4                 | 4         | 12 | Jacques Villeneuve   | Sauber-Petronas   | M     | 62   | +1:04.442     |                |
| 5                 | Bez zmian | 16 | Jarno Trulli         | Toyota            | M     | 62   | +1:10.442     |                |
| 6                 | 2         | 8  | Nick Heidfeld        | Williams-BMW      | M     | 62   | +1:11.282     |                |
| 7                 | 3         | 7  | Mark Webber          | Williams-BMW      | M     | 62   | +1:23.297     |                |
| 8                 | 7         | 15 | Vitantonio Liuzzi    | Red Bull-Cosworth | M     | 62   | +1:23.764     |                |
| 9                 | 1         | 17 | Ralf Schumacher      | Toyota            | M     | 62   | +1:35.841     |                |
| 10                | 8         | 11 | Felipe Massa         | Sauber-Petronas   | M     | 61   | +1 okr.       |                |
| 11                | 3         | 14 | David Coulthard      | Red Bull-Cosworth | M     | 61   | +1 okr.       |                |
| 12                | 4         | 18 | Narain Karthikeyan   | Jordan-Toyota     | B     | 61   | +1 okr.       |                |
| 13                | 4         | 19 | Tiago Monteiro       | Jordan-Toyota     | B     | 60   | +2 okr.       |                |
| Niesklasyfikowani |           |    |                      |                   |       |      |               |                |
|                   |           | 20 | Christijan Albers    | Minardi-Cosworth  | B     | 20   |               | hydraulika     |
|                   |           | 2  | Rubens Barrichello   | Ferrari           | B     | 18   |               | elektryka      |
|                   |           | 9  | Kimi Räikkönen       | McLaren-Mercedes  | M     | 9    |               | półoś napędowa |
|                   |           | 21 | Patrick Friesacher   | Minardi-Cosworth  | B     | 8    |               | sprzęgło       |
|                   |           | 6  | Giancarlo Fisichella | Renault           | M     | 5    |               | wypadek        |
| Zdyskwalifikowani |           |    |                      |                   |       |      |               |                |
|                   |           | 3  | Jenson Button        | BAR-Honda         | M     | 62   |               | [ 3 ] [ 4 ]    |
|                   |           | 4  | Takuma Satō          | BAR-Honda         | M     | 62   |               | [ 3 ] [ 5 ]    |
| P                 | + / –     | Nr | Kierowca             | Konstruktor       | Opony | Okr. | Czas / Strata | Komentarz      |

## Klasyfikacja po wyścigu

### Kierowcy
| P  | +/- | Imię i nazwisko      | Kraj            | Stajnia                  | PKT | 1 miejsca | 2 miejsca | 3 miejsca | P. pos |
| -- | --- | -------------------- | --------------- | ------------------------ | --- | --------- | --------- | --------- | ------ |
| 1  | 0   | Fernando Alonso      | Hiszpania       | Renault                  | 36  | 3         | 0         | 1         | 2      |
| 2  | 0   | Jarno Trulli         | Włochy          | Toyota                   | 20  | 0         | 2         | 0         | 0      |
| 3  | +10 | Michael Schumacher   | Niemcy          | Ferrari                  | 10  | 0         | 1         | 0         | 0      |
| 4  | 0   | Giancarlo Fisichella | Włochy          | Renault                  | 10  | 1         | 0         | 0         | 0      |
| 5  | +3  | Mark Webber          | Australia       | Williams-BMW             | 9   | 0         | 0         | 0         | 0      |
| 6  | +5  | Nick Heidfeld        | Niemcy          | Williams-BMW             | 9   | 0         | 0         | 1         | 0      |
| 7  | -1  | David Coulthard      | Wielka Brytania | Red Bull Racing-Cosworth | 9   | 0         | 0         | 0         | 0      |
| 8  | -1  | Ralf Schumacher      | Niemcy          | Toyota                   | 9   | 0         | 0         | 0         | 0      |
| 9  | -3  | Rubens Barrichello   | Brazylia        | Ferrari                  | 8   | 0         | 1         | 0         | 0      |
| 10 | -3  | Juan Pablo Montoya   | Kolumbia        | McLaren-Mercedes         | 8   | 0         | 0         | 0         | 0      |
| 11 | -1  | Kimi Räikkönen       | Finlandia       | McLaren-Mercedes         | 7   | 0         | 0         | 1         | 0      |
| 12 | N   | Alexander Wurz       | Austria         | McLaren-Mercedes         | 6   | 0         | 0         | 1         | 0      |
| 13 | N   | Jacques Villeneuve   | Kanada          | Sauber-Petronas          | 5   | 0         | 0         | 0         | 0      |
| 14 | -3  | Pedro de la Rosa     | Hiszpania       | McLaren-Mercedes         | 4   | 0         | 0         | 0         | 0      |
| 15 | -3  | Christian Klien      | Austria         | Red Bull Racing-Cosworth | 3   | 0         | 0         | 0         | 0      |
| 16 | -3  | Felipe Massa         | Brazylia        | Sauber-Petronas          | 2   | 0         | 0         | 0         | 0      |
| 17 | N   | Vitantonio Liuzzi    | Włochy          | Red Bull Racing-Cosworth | 1   | 0         | 0         | 0         | 0      |

### Konstruktorzy
| P | +/- | Nazwa stajni             | PKT | 1 miejsca | 2 miejsca | 3 miejsca |
| - | --- | ------------------------ | --- | --------- | --------- | --------- |
| 1 | 0   | Renault                  | 46  | 4         | 0         | 1         |
| 2 | 0   | Toyota                   | 29  | 0         | 2         | 0         |
| 3 | 0   | McLaren-Mercedes         | 25  | 0         | 0         | 2         |
| 4 | +2  | Ferrari                  | 18  | 0         | 2         | 0         |
| 5 | 0   | Williams-BMW             | 18  | 0         | 0         | 1         |
| 6 | -1  | Red Bull Racing-Cosworth | 13  | 0         | 0         | 0         |
| 7 | 0   | Sauber-Petronas          | 7   | 0         | 0         | 0         |